# Get It Right (Diplo)
Get It Right is een nummer van de Amerikaanse dj Diplo uit 2017, ingezongen door de Deense zangeres MØ.
Het nummer bereikte in Nederland, België, Frankrijk, Canada en Australië de hitlijsten, maar kon nergens echt een grote hit worden. Het meeste succes had het nummer in het Nederlandse taalgebied, met in Nederland een 8e positie in de Tipparade, en in Vlaanderen een 21e positie in de Tipparade.